# حب في الهايد بارك (مسلسل)
حب في الهايد بارك، مسلسل دراما إماراتي عرض سنة 2009، من تأليف سوسن قابسي وإخراج نذير عواد. يشترك في المسلسل عدد من الفنانين من عدة دول عربية، وقد صور في كل من الإمارات العربية المتحدة والسعودية والأردن وبريطانيا.

## القصة
يعرض المسلسل أربع شخصيات عربية شابة وهي "عبد الرحمن السعودي الذي يعيش صراعا حادا مع والده حول أساليب إدارة الشركة، وأحمد الشاب الإماراتي الذي جاء حديثا إلى لندن لإكمال دراساته العليا ،ومنال الطبيبة الكويتية الجادة والمجتهدة والتي تواصل دراستها وتعمل في إحدى مستشفيات لندن، وزيد الفنان التشكيلي الأردني الذي قدم إلى لندن بفيزا زيارة، ويتشبس في البقاء فيه.

## الممثلون
- فرح بسيسو
- أحمد ماهر
- محمد القباني
- ياسر المصري
- فوز الشطي
- أحمد العمري

- مشعل المطيري
- هانى الشيباني
- أميرة هانى
- دانا جبر
- نادية شمس الدين